# Лаз (Сасчори)
Лаз (рум. Laz) насеље је у Румунији у округу Алба у општини Сасчори. Oпштина се налази на надморској висини од 343 m.

## Становништво
Према подацима из 2002. године у насељу је живело 422 становника, од којих су сви румунске националности.